# لانگدون، ووسترشر
لانگدون (به انگلیسی: Longdon) یک روستا و محله مدنی در بریتانیا است که در Malvern Hills واقع شده‌است.